# لنوکروس
لنوکروس (به انگلیسی: Llanycrwys) یک منطقهٔ مسکونی در بریتانیا است که در کارمارتنشر واقع شده‌است.